# Ланкинен, Кевин
Кевин Ланкинен (фин. Kevin Lankinen; 28 апреля 1995, Хельсинки, Финляндия) — финский профессиональный хоккеист, вратарь клуба «Ванкувер Кэнакс». Игрок сборной Финляндии по хоккею с шайбой. Чемпион мира 2019 года.

## Биография
Начинал играть в клубе «Киекко-Вантаа». Воспитанник хоккейной школы «Йокерита», выступал за юношеские составы клуба. В сезоне 2013/14 сыграл 1 матч в составе команды в Высшей лиге Финляндии. В 2014 году подписал контракт с командой ХИФК. В составе команды провёл 4 сезона. Также был в аренде в командах КооКоо, «Киекко-Вантаа» и «Кеттеря». В сезоне 2017/18 большую часть был травмирован, в конце сезона вернулся в строй и провёл 15 матчей.
21 мая 2018 года подписал контракт новичка с командой НХЛ «Чикаго Блэкхокс». В сезоне 2018/19 выступал в Американской хоккейной лиге за команду «Рокфорд АйсХогс», а также за команду хоккейной лиги Восточного Побережья «Инди Фьюэл».
14 июля 2022 года, будучи неограниченно свободным агентом, подписал односторонний контракт с «Нэшвилл Предаторз» на 1 год на сумму $ 1,5 млн.
Выступал за юниорские и молодёжные составы сборной Финляндии. В 2019 году дебютировал за основную сборную Финляндии на чемпионате мира и завоевал золотые медали. На турнире сыграл 8 матчей и показал 94,2 % надёжности, пропуская в среднем 1,50 шайбы за матч. В полуфинале против России отыграл на ноль (1:0), а в финале против сборной Канады пропустил только одну шайбу (3:1).

## Достижения

### Командные
- Чемпион мира: 2019
- Победитель первенства Финляндии U-18 (U18 SM-sarja): 2012, 2013 («Йокерит»)